# Adam Wacław Paczyński
Adam Wacław Paczyński, hrabia z Tęczyna (zm. 1727) – starosta ziemski cieszyński w latach 1699–1727, właściciel Końskiej, Podlesia, Zamarsk i Kostkowic.